# Phymatopterella uniseriata
Phymatopterella uniseriata är en tvåvingeart som beskrevs av Borgmeier 1971. Phymatopterella uniseriata ingår i släktet Phymatopterella och familjen puckelflugor. Inga underarter finns listade i Catalogue of Life.